# Сложно смесено изречение
Сложно смесено изречение е сложно изречение, съдържащо най-малко три прости изречения, някои от които са свързани съчинително, а други са свързани подчинително.
Измежду синтактичните връзки обикновено една е основна, структурообразуваща. Ако тя е съчинителна, поне едно от простите изречения, свързани с нея, трябва да притежава подчинено изречение. Например Стиснах му ръката и го уверих, че непременно ще изпълня поетото задължение в уговорения срок. представлява сложно смесено изречение от този вид, защото неговата главна синтактична връзка е между първото и второто просто изречение (стиснах му ръката и го уверих) и тя е съчинителна, а второстепенна в разглеждания пример се явява връзката между второто и третото просто изречение (уверих го, че непременно ще изпълня поетото задължение в уговорения срок) и тя е подчинителна, тъй като третото просто изречение е подчинено на второто.
Всяко от простите изречения, свързани съчинително, може да има свое собствено подчинено изречение. Пример: Тя ми обясняваше как се прави баница, но аз я слушах разсеяно, защото ме болеше главата. Главната връзка е между първото и третото просто изречение (тя ми обясняваше, но аз я слушах разсеяно) и отново е съчинителна, а всяко от тях си има собствено подчинено изречение измежду другите две: второто просто изречение е подчинено на първото (тя ми обясняваше как се прави баница), а четвъртото е подчинено на третото (аз я слушах разсеяно, защото ме болеше главата).
Едно подчинено изречение може да пояснява две прости изречения:
Не иска или не може да разбере? Главната връзка е между първото и второто просто изречение и тя е съчинителна: Не иска или не може? Третото просто изречение е подчинено на първото (не иска да разбере) и на второто (не може да разбере); тези две подчинителни връзки са второстепенни.
Има още един тип сложни смесени изречения, при които главната синтактична връзка е подчинителна. Пример: Той си помисли, че майка му е забравила и (че) повече няма да го пита за това. Повторението на подчинителния съюз или съюзна дума, заградено със скоби в примера, не е задължително. Първото просто изречение (той си помисли) е главно. Другите две прости изречения са съподчинени, защото са подчинени на едно и също изречение (главното), както личи от връзките им с него: Той си помисли, че майка му е забравила. Той си помисли, че [майка му] повече няма да го пита за това. Цялото изречение е сложно смесено, понеже има съчинителна връзка между съподчинените изречения. Тя образува сложно съчинено изречение (майка му е забравила и повече няма да го пита за това), което също може да се разглежда като подчинено на главното изречение (той си помисли).
В някои сложни изречения се образуват редици от последователно подчинени прости изречения. Това синтактично явление се наблюдава на първо място при сложните съставни изречения. Например изречението Канех се да го помоля да ме закара с колата. се състои от три прости изречения, първото от които е главно (канех се), а второто и третото са последователно подчинени: третото е подчинено на второто: (да) го помоля да ме закара с колата; а второто е подчинено на първото: канех се да го помоля.
Последователно подчинени прости изречения се наблюдават и при някои сложни смесени изречения. Пример: Реших, че ще му кажа истината, ако ми обещае да не я разгласява и преиначава. Изречението реших е главно. Последните две прости изречения са свързани помежду си съчинително, а полученото сложно съчинено изречение (не я разгласява и преиначава), както и всяко от тях поотделно, е подчинено чрез съюза да на третото просто изречение (ми обещае), което на свой ред е подчинено на второто просто изречение (ще му кажа истината), а то е подчинено на главното изречение (реших).